# Mont des Cats (birra)
La Mont des Cats, è una birra trappista prodotta a cura dell'Abbazia Mont des Cats situata sull'omonimo colle delle Fiandre, in Francia.

## Storia

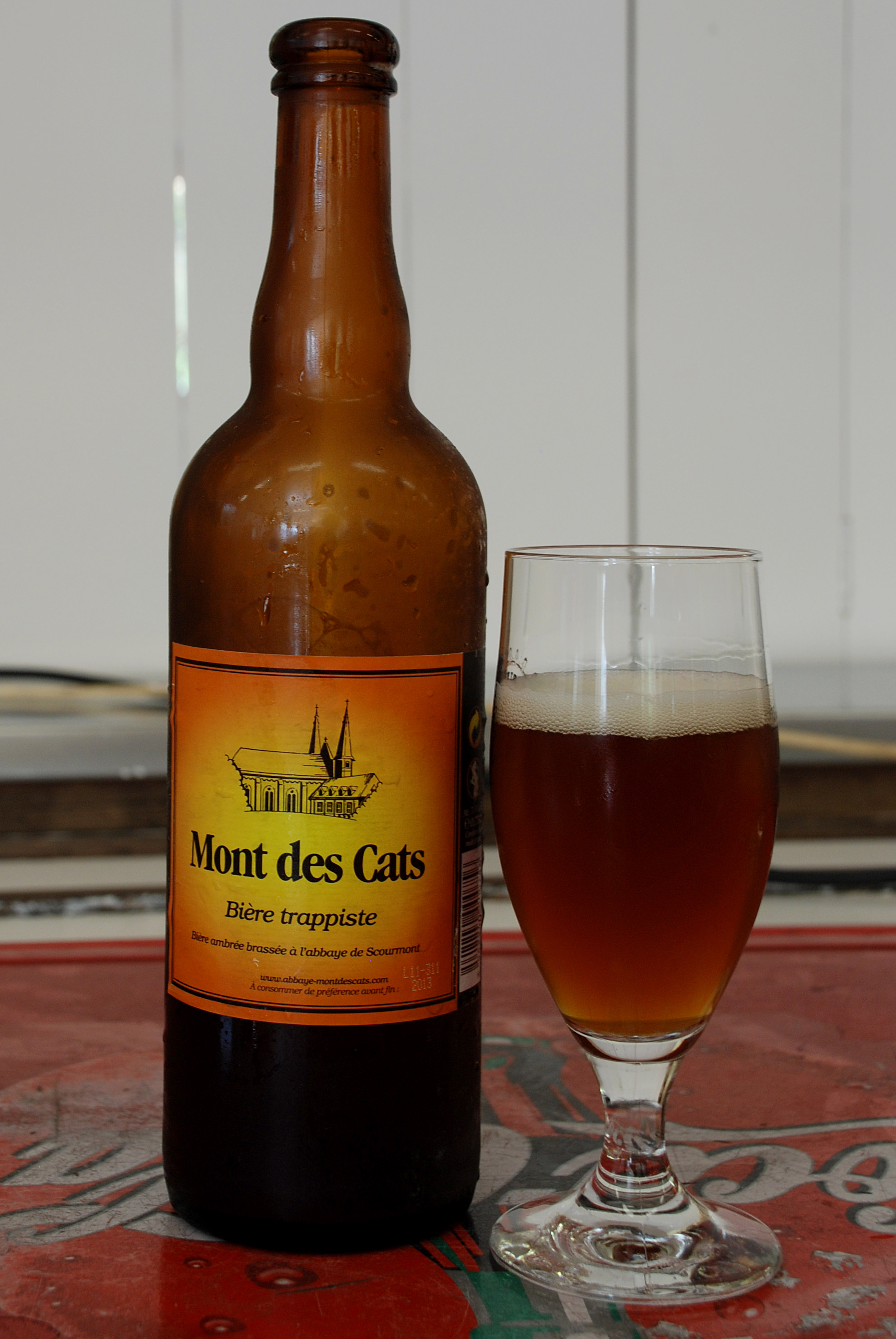
La birra nella bottiglia da 75 cl

L'Abbazia Mont des Cats, fondata nel 1826, già nel 1836 era nota per la sua produzione di birra, inizialmente disponibile solo per i monaci e i lavoranti ma successivamente commercializzata fino al 1905, anno in cui i monaci stranieri furono costretti ad abbandonare il paese. Il birrificio dell'Abbazia venne distrutto dai bombardamenti nel 1918. Solo nel giugno del 2011 la produzione di birra è ripresa, presso l'Abbazia di Notre-Dame de Scourmont, la cui vendita era inizialmente finalizzata a sostenere le missioni monastiche in Madagascar.

## Descrizione
La Mont des Cats è una birra in stile belgian golden strong con 7,6 % vol di gradazione. È di colore ambrato con aroma di frutta e caramello dal sapore complesso e corposo, tipico delle birre trappiste.